# Памятник Андрею Кузьменко
Памятник Андрею Кузьменко (укр. Пам'ятник Андрієві Кузьменку) — памятник украинскому певцу, телеведущему, актёру, солисту группы «Скрябин» Андрею Кузьменко, расположенный в городе Луцке.
Торжества приурочили к Международному дню музыки. Это первый в Украине памятник Андрею Кузьменко.

## История
1 октября 2015 в Международный день музыки в Луцке Андрей Покровский за собственные средства установил и торжественно открыл первый в Украине памятник Кузьме Скрябину. По словам мецената, Кузьма был личностью, в которой каждый может увидеть частичку себя:
Он был достойным товарищем для меня и для миллионов украинцев. Своим примером учил любить мир, любить себя, любить Украину
На открытие были приглашены родители и жена украинского певца. Отец рассказал, что певец с особой теплотой относился к Луцку: "Андрей всегда, когда приезжал из концертов, которые он проводил в Луцке и других городах Волыни — он нам всегда говорил: «Там такие люди, они меня так принимают. Я так проникся их любовью, их культурой».
Мама музыканта Ольга Михайловна отметила, что хочет, чтобы это место никогда не пустовало, а молодые люди, знакомые с песнями Андрея, слушали их по-новому. По её словам, время за «стёбом» он прятал свою горечь и разочарование, ведь то, о чём он рассказывал со смехом, не было на самом деле смешным.
На спинке скамейки у фигуры написана эпитафия:
Меняйте мир к лучшему, заботьтесь о нём, потому что вы в нём живете